# 쿠루리 트리뷰트
《쿠루리 트리뷰트》(くるり鶏びゅ〜と 쿠루리토리뷰토[*])는 여러 음악가가 참가한 쿠루리 헌정 음반이다. 2009년 10월 21일에 발매되었다. 쿠루리의 첫 헌정 음반으로 마츠토야 유미와 야노 아키코, 오쿠다 타미오 등이 참가했다.

## 수록곡
| #   | 제목                       | 음악가                       | 재생 시간 |
| --- | -------------------------- | ---------------------------- | --------- |
| 1.  | 〈아카이덴샤〉             | anonymass                    |           |
| 2.  | 〈로큰롤〉                 | 앤디모리                     |           |
| 3.  | 〈Baby I Love You〉        | 야노 아키코                  |           |
| 4.  | 〈바라노 하나〉            | 오쿠다 다미오                |           |
| 5.  | 〈말은 삼각, 마음은 사각〉 | 기무라 카에라                |           |
| 6.  | 〈사요나라 스트레인저〉    | 소카베 게이이치              |           |
| 7.  | 〈니지〉                   | 험버트 험버트                |           |
| 8.  | 〈반더포겔〉               | 다카노 히로시                |           |
| 9.  | 〈월드 엔드 슈퍼노바〉     | 판타스틱 플라스틱 머신       |           |
| 10. | 〈조청빛 방〉              | MASS OF THE FERMENTING DREGS |           |
| 11. | 〈아오이 소라〉            | 9mm 패러블럼 불렛            |           |
| 12. | 〈하루카제〉               | 마쓰토야 유미                |           |
| 13. | 〈하이웨이〉               | LITTLE CREATURES             |           |
| 14. | 〈니지〉                   | 니카이도 가즈미              |           |
| 15. | 〈Old-fashioned〉          | 키세루                       |           |
| 16. | 〈도쿄〉                   | 세부 히로코                  |           |